# Продолжение (альманах)
«Продолже́ние» — российский книжный литературный альманах. В 2002 году в Калуге издательством «Полиграф — Информ» при поддержке Калужского отделения Союза российских писателей был выпущен единственный номер тиражом 300 экземпляров. Иллюстрации художника Петра Петровича Козьмина. В 2004 году состоялся перевыпуск издания.
Идеей альманаха был назван диалог внутри культуры между провинцией и столицей. В число авторов вошли поэты и писатели Калуги, такие как Мария Смирнова, Кира Коврова, Наталья Головатюк, Александр Трунин, Светлана Львова (Трунина), Александр Киселёв, Марина Улыбышева, Андрей Убогий.

## Восприятие
Галина Ермошина в журнале «Знамя» положительно оценила издание альманаха. В частности, она писала: 
Голоса этого альманаха не сливаются в один неразборчивый гул. Каждый слышен отчётливо и ясно, может быть, потому, что каждый говорит о самом сокровенном и не стыдится этого, не прячется за разнообразными масками, не встаёт в позу проповедника, не старается казаться лучше, чем он есть на самом деле, не играет на публику, не выходит на сцену, а стоит на земле, и поэтому видит и листья на деревьях, и облака в небе.